# Gerardo Antón
Gerardo Antón Garrido, alias Pinto (Aceituna, 23 de abril de 1917 - Plasencia, 8 de julio de 2011), fue un político comunista español y maquis antifranquista.

## Biografía
Pastor, con la victoria del Frente Popular en las elecciones generales de 1936, se afilió al Partido Comunista (PCE). Al inicio de la Guerra Civil huyó de los sublevados pero fue capturado y, gracias a familiares falangistas, evitó el fusilamiento y fue enviado a trabajos forzados. En 1937 lo incorporaron a los servicios sanitarios. Finalizada la guerra se unió al movimiento del maquis antifranquista en el norte de Extremadura, en el grupo de Pedro José Marquino Monje El Francés, desarrollando acciones en cortijos y poblaciones, siendo enlace de los mandos en Madrid y, durante cuatro años, de 1944 a 1948, fue jefe de partida de la 12.ª División de la 1.ª Agrupación de Guerrilleros de Extremadura. En 1948 se exilió en Francia, donde residió hasta 1977, siendo un activo antifranquista.
Tras su regreso a España fue miembro de la directiva del Archivo de Guerra y Exilio, homenajeado en diversas ocasiones en su tierra natal y dedicó el resto de su vida a recorrer cientos de centros culturales, instituciones académicas y centros educativos dando testimonio de la lucha antifranquista. Es el protagonista del libro Guerrilla y franquismo. Memoria viva del maquis Gerardo Antón (Pinto), escrito por Julián Chaves Palacios, profesor de Historia Contemporánea de la Universidad de Extremadura y del documental Pinto: diario de la guerrilla, dirigido por Alberto Durán. En la localidad de Torrejón el Rubio hay un monumento a su figura.